# Axel Liebmann
Axel Liebmann (3. august 1849 i København – 23. januar 1876 sammesteds) var en dansk komponist.
Efter studentereksamen fra fra Metropolitanskolen i 1867 blev han i 1872 cand. polit., men havde jævnsides studeret musik ved musikkonservatoriet som en af de første. Derefter var han i 1868-1871 ”musikassistent” i Studenter-Sangforeningen. I 1873 stiftede han sammen med sin ven Victor Bendix Korforeningen, som imidlertid nedlagdes ved Axel Liebmanns død. 
Fra 1874 var han organist ved Garnisons Kirke, og han virkede også som musikanmelder ved avisen Fædrelandet og tidsskriftet Nær og Fjern. og som renskriver af andres noter.
I 1874 ægtede han Nanna Magdalene Lehmann, som var hans medstuderende på konservatoriet, og som også var komponist.

## Musikken
Han nåede kun at skrive få kompositioner, men han blev af samtiden betragtet som en endog meget lovende komponist. 
- Sonate for Piano og Violin
- Korstykke med Orkester: «Planternes Liv», opført i Musikforeningen *1876
- Sommersange» (Op. 4)
- Strygekvartet
- Viser og sange op. 3
- 4 Sange af Ingemanns "Salomon og Sulamith 1865

Desuden blev han betroet at revidere og opføre Hartmans 2. symfoni, at transskribere musik fra opreraen Liden Kirsten for klaver og revidere musikken til Festen på Kenilworth af H.C. Andersen og Weyse. Hans tidlige død afbrød sandsynligvis en lovende karriere.